# الحدود المنطقية (علم المنطق)
الحد المنطقي أو الحدود المنطقية في علم المنطق، هو اللفظ الذي يصلح لأن يخبر به وحده، أو يخبر عنه وحده. وقيل: أنه لفظ أو عدة ألفاظ تصلح أن تكون طرفًا في قضية.فالحدود المنطقية هي أبسط أجزاء الكلام؛ لأنها العناصر الأولى التي تتركب منها القضاية.

## أقسام الحد المنطقي
ينقسم الحد المنطقي إلى ثلاثة أقسام وهي:
1. اسم.
2. كلمة (ويسميها النحاة فعلًا).
3. أداة (ويسميها النحاة حرفًا).

والذي يصلح أن يكون حدًا منطقيًا هو:
1. الاسم: فيصلح لأن يخبر به وعنه، فيخبر به مثل قولنا: (الحديد معدن)، ويخبر عنه مثل قولنا: (المعدن يتمدد بالحرارة).
2. الكلمة (الفعل عند النحاة): فيخبر به فقط مثل: (يتحرك بالإرادة) في قولنا: (كل حيوان يتحرك بالإرادة).

أما الأداة (الحرف عند النحاة): فلا تكون حدًا منطقيًا؛ لأنها لا تستقل بالإخبار بها أو عنها وحدها.

## عدد الألفاظ في الحد المنطقي
لا عبرة بعدد الألفاظ في الحد المنطقي، فقد يكون لفظًا واحدًا مثل: (مَلِك)، وقد يكون لفظين مثل: (ملك مصر)، أو أكثر مثل: (المربع المنشأ على وتر الزاوية في المثلث القائم الزاوية).

## أقسام الحدود المنطقية
يقسم المناطقة الحدود المنطقية أقسامًا كثيرة بحسب معانيها المختلفة وعلاقة هذه المعاني بعضها ببعض.
وأهم تقسيمات الحدود:
1. الكلي والجزئي.
2. اسم الذات واسم المعنى.
3. المحصل (المثبت) والمعدول (والمنفي)، والاسم العدمي.
4. الإضافي (النسبي) وغير الإضافي (المطلق).[1]